# Peter Braun (Politiker, 1941)
Peter Braun (* 9. September 1941 in Singen) ist ein deutscher Lokalpolitiker. Er wurde erstmals 1974 Erster Bürgermeister der damaligen Gemeinde Germering. Ab 1991 war er erneut Erster Bürgermeister der Stadt Germering, seit dem 1. Oktober 2004 Oberbürgermeister der zur Großen Kreisstadt erhobenen Stadt Germering. Bei der Kommunalwahl 2008 trat er nicht erneut an.

## Biographie
Braun wuchs zuerst in Konstanz, dann in München auf. Er studierte seit 1960 Jura an der Ludwig-Maximilians-Universität München und promovierte dort im Jahr 1968. Danach arbeitete er von 1969 bis 1974 als Staatsanwalt und Richter. Von 1978 bis 1986 war er Richter am Landgericht München I.

## Politik
1971 trat Braun in die SPD ein. 1972 wurde er erstmals in den Gemeinderat von Germering gewählt. Von 1974 bis 1978 war er für die SPD Erster Bürgermeister der Gemeinde Germering; seit 1974 bis heute ist er Mitglied des Kreistags von Fürstenfeldbruck. Von 1986 bis 1991 gehörte er als Abgeordneter dem Bayerischen Landtag an. Von 1991 bis 2008 war er wieder Erster Bürgermeister bzw. Oberbürgermeister von Germering.